# Pod Smrkem
Pod Smrkem je přírodní památka v okrese Liberec, jižně od Nového Města pod Smrkem. Spravuje ji Chráněná krajinná oblast Jizerské hory. Důvodem ochrany je zbytek jedlobukového lesa. Oblastí protéká Ztracený potok, který se později vlévá do Lomnice.